# Open de Suède de squash
Pour les articles homonymes, voir Open de Suède.
L'Open de Suède (Swedish Open) est un tournoi de squash qui se tient à Linköping en Suède en février. Il fait partie du PSA World Tour. Le tournoi se déroule depuis le milieu des années 1970 mais prend une dimension internationale depuis 2002 avec l'apparition d'un court vitré et l'augmentation des dotations. Le tournoi est dirigé depuis 2002 par Fredrik Johnson,.

## Palmarès
| Année | Champion           | Finaliste          | Score en finale                  |
| ----- | ------------------ | ------------------ | -------------------------------- |
| 2018  | Ali Farag          | Simon Rösner       | 11-9, 5-11, 6-11, 11-7, 12-10    |
| 2017  | Grégory Gaultier   | Karim Abdel Gawad  | 7-11, 11-3, 11-0, 11-8,          |
| 2016  | Karim Abdel Gawad  | Tarek Momen        | 12-10, 8-11, 11-9, 3-11, 11-4    |
| 2015  | Nick Matthew       | Grégory Gaultier   | 11-9, 11-8, 11-7                 |
| 2014  | Nick Matthew       | Ramy Ashour        | 11-13, 11-6, 11-8, 6-11, 11-4    |
| 2013  | Grégory Gaultier   | Nick Matthew       | 11-3, 12-10, 11-9                |
| 2012  | Grégory Gaultier   | Karim Darwish      | 11-3, 11-6, 11-8                 |
| 2011  | Nick Matthew       | Peter Barker       | 11-7, 11-6, 11-5                 |
| 2010  | Nick Matthew       | James Willstrop    | 11-9, 11-6, 6-2 rtd              |
| 2009  | Nick Matthew       | Karim Darwish      | rtd                              |
| 2008  | James Willstrop    | Peter Barker       | 11-7, 11-4, 11-4                 |
| 2007  | David Palmer       | Alex Gough         | 12-10, 11-4, 11-7                |
| 2006  | Pas de compétition | Pas de compétition | Pas de compétition               |
| 2005  | Pas de compétition | Pas de compétition | Pas de compétition               |
| 2004  | Karim Darwish      | Nick Matthew       | 15-12, 15-13, 15-10              |
| 2003  | Stewart Boswell    | John White         | 6-15, 15-7, 15-6, 15-12          |
| 2002  | Ong Beng Hee       | Olli Tuominen      | 15-10, 11-15, 15-12, 12-15, 15-8 |